# Megaselia laevigata
Megaselia laevigata är en tvåvingeart som beskrevs av Borgmeier 1971. Megaselia laevigata ingår i släktet Megaselia och familjen puckelflugor.
Artens utbredningsområde är Costa Rica. Inga underarter finns listade i Catalogue of Life.